# Agni

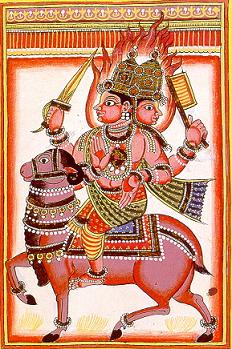
Vyobrazení boha Agniho z 18. století

Agni (v sanskrtu अग्नि „Oheň“) je védský bůh ohně, obětník bohů a prostředník mezi bohy a lidmi. Reprezentuje oheň pozemský, bleskový i sluneční, pozemský oheň zahrnuje především oheň obětní, jehož prostřednictvím obětují lidé bohů, ale také oheň domácí a pohřební. Díky své široké funkci byl velice významným božstvem a v Rgvédu je mu věnováno minimálně dvě stě hymnů, což je druhý největší počet hymnů po Indrovi, na rozdíl od něj však nemá výrazné antropomorfní rysy. Je řazen mezi Vasuje, božstva reprezentující živly a vesmírná tělesa, a v pozdější době byl považován za jejich vůdce. Jeho manželkou je Sváhá, s kterou zplodil boha války Skandu.

V pozdějším hinduismu jeho význam upadal v souvislosti s nahrazením zápalné oběti agni nezápalnou púdžou. Stal se především ochráncem jihovýchodního směru a byl zobrazován jezdící na beranu, s dvěma či třemi páry paží, ohnivým oštěpem a dýmem.
Odpovídá zarathuštrickému Átarovi, částečně pak dalším indoevropským božstvům spojeným s ohněm jako řečtí Héfaistos a Hestiá, římští Vulcanus a Vesta, skytská Tabiti a litevský Dimstapatis.

## Jméno a tituly
Védské agni znamená jednoduše „oheň“ a vychází z praindoevropského *hngwni téhož významu, stejně jako např. latinské igni, litevské ugnis  nebo české oheň (ze staroslovanského огнь, ogň). Na rozdíl od kořene *péhur, taktéž označujícího oheň a objevujícího se například v řeckém πυρ, pýr nebo anglickém fire, však je rodu životného a tak naznačuje chápání ohně jako živoucí, snad i božské síly.
Mezi různá Agniho jména a postavy s ním splývající patří:
- Anala – jméno Agniho v pozdějších výčtech Vasuů, také užíváno pro Vájua
- Apám Napát „Potomek vod“ – světelný bůh sídlící ve vodách, někdy ztotožňovaný s Agnim
- Asura „Pán, Vládce“ – titul mnoha bohů v raném védském náboženství, později označení protivníků dévů – bohů
- Dámpati „Pán domu“ – jako bůh domácího ohně a ochránce domu[5]
- Kravjád „Masožravý“ – jako bůh obětního ohně dopravující zemřelé do světa mrtvých[2]
- Mátarišvá – posel Vivasvána, první obětník a otec Manua – předka lidstva, který přinesl lidem oheň. Kromě Agniho byl později ztotožňován s bohem větru Vájuem. Jeho jméno pravděpodobně vychází z pra-manth „násilím uzmout“, což odpovídá řeckému math „uchopit, popadnout“ z kterého nejspíše vychází jméno Prométheus.[3][5]
- Trišadhastha „Trojný“ – titul Agniho jako zrozeného na nebi, na zemi a ve vodách[1]
- Vrtrahán „zabiják Vrtry/odporu“ – titul který zpravidla nese Indra

## Funkce
Agni splývá s obětním ohněm, nazývaným též agni, v Rgvédu jsou oba pojmy těžko rozlišitelné. Do ohně se vhazovala či vlévala obětina a jeho prostřednictvím se dostávali oběti k bohům, pro které je oheň jejich ústy, jazykem a lžící, a jehož zásluhou se také obětiny stávají chutnými. Je nejlepší hótarem – obětníkem, proto má obětovat za lidi, je sám s obětinou identifikován či se sám obětuje. Agni je hojně spojován s ghí – přepuštěným máslem, běžnou védské obětí, tím je zaléván, koupe se v něm, je v něm oděn, je jeho okem a máslem se mu lesknou vlasy.

## Zrození
Existuje řada podání o jak byl Agni zrozen, ačkoliv nejčastějším je že jej sám zplodil nebeský bůh Djaus:
- je synem Djause a bohyně země Prthiví
- je synem božského řemeslníka Tvaštra a nebeských vod Ápah, případně pouze jednoho z nich
- byl stvořen Ušasami – Úsvity, společně se Sluncem a Obětováním
- byl stvořen Indrou-Višnuem, společně se Sluncem a Úsvitem
- Indra jej vykřesal mezi dvěma kameny
- je synem bohyně Ilá
- je synem Kašjapy a Aditi[4]

Podle Arthura A. Macdonnela odráží množství podání o Agniho zrození mnoho přirozeností tohoto božstva. Ve své pozemské podobě může být také zrozen z rozdělávání dvěma dřívky či obecně ze dřeva, díky svému neustálému znovuzrozování je mladým bohem, ale zároveň je starý a někdy je označován za nejstaršího z bohů.
V Šatapathabráhmaně se bůh stvořitel Pradžápati spojí tříkrát s Vák – Řečí, prostřednictvím manas – myšlení otěhotněl a porodil osm bohů a z nich jako prvního Agniho, poté dvanáct Áditjů a nakonec višvé dévás – všechny bohy.

## Vlastnosti
Agniho podoba ve védech kromě spojení s máslem odráží především jeho ohnivý charakter. Má plamenné či zlatohnědé vlasy, ostré či planoucí čelisti, zlaté či zářivé zuby, železné stoličky, hořící hlavu či je trojhlavý. Také má tři či sedm jazyků, později byl každý z nich pojmenován a sedm jazyků mají i jeho koně, dále má čtyři či tisíc očí. Díky své zářící a jasné přirozenosti stejně jako Slunce zahání temnotu a když je narozen či rozžehnut nastává úsvit. Zároveň jsou však jeho stopy a lýtka černá a jeho koně za sebou zanechávají černou brázdu. Je přirovnáván k býkovi, hřebci, případně orlu či jinému ptáku. Je lučištníkem, ostří svůj plamen jako se ostří meč a je spojován se zlatem a sekerou. Jeho potravou je dřevo či přepuštěné máslo – ghí a je proslulý svou velkou chutí k jídlu. Jezdí v zářícím či bleskovém voze taženém jemu podobnými koňmi.